# アロハロ
アロハロ(Alo-Hello)とは、ハロー!プロジェクトのハワイ展開に伴って発売されている写真その他のグッズ類に付けられている名称であり、 ハロー!プロジェクトの写真集と映像商品が組になったシリーズ商品の名称でもある（こちらには「アロハロ!」と「!」が付与されている）。

## 概要
ハロー!プロジェクトでは、ハワイにおいて1998年にココナッツ娘。（2008年4月解散）を選出したオーディション「パシフィック・ドリーム・ポップシンガー・コンテスト」を実施したり、ハロー!プロジェクトオフィシャルショップの常設店舗を営業（現在は閉店）させたりするなど、様々な活動を行っている。また、ファンクラブ会員限定で実施される海外でのツアーでも、行先は圧倒的にハワイが多い。
この様なハワイでの活動に関連して、生写真を始めとする様々なグッズが継続的に製作・販売されており、これらに「アロハロ」(Alo-Hello)というハワイを連想させる名称が付与され、ハロー!プロジェクトオフィシャルショップや「えがお通販」などで販売されていた。

## アロハロ!シリーズ
ハロー!プロジェクトのグループ又はメンバーの写真集と映像商品が組になった商品で、2003年以降シリーズとして不定期に発売されている。なお、このシリーズでは副名称として「Hello! Project Hawaiian Style」が付与されている。
このシリーズに収録されている内容は、ハロー!プロジェクトのグループ又はメンバーがハワイでのイメージ映像とハワイでの体験シーンや写真集のメイキングなど様々な事を行っているイメージビデオであり、「アロハロ!」の名前もそこから来ていると思われる。映像商品は主にDVDとして（2003年の一部商品はVHSも）発売されている他、2006年以降は単独商品として発売されているDVDとは別に写真集にも撮影場面などを収録したDVDが添付されている。
「アロハロ! モーニング娘。写真集2011」「アロハロ!5 モーニング娘。DVD」までは、写真集と映像商品の両方を購入した者に抽選で「スペシャルプレゼント」が当たる企画も行われた。これは発売日から数日間の応募期間を設定するもので、応募締切日を応募はがきとフィルムに貼付したステッカーに記載していた。但し、2006年秋から2007年夏にかけて発売されたDVDのみの作品（「アロハロ! 矢口真里&辻希美DVD」「アロハロ! 石川梨華DVD」「アロハロ! 新垣里沙DVD」「アロハロ!2 モーニング娘。DVD」）については、購入すると抽選で「スペシャルプレゼント」が当たる企画が行われた。さらに、近年ではオリジナルTシャツやメンバーの直筆サイン入り写真集のプレゼント企画も応募期間を設定して行われている他、2012年11月・12月と2013年1月に1冊ずつ発売されたモーニング娘。写真集3冊を全部購入すると抽選でオリジナルポスターが、また2014年1月に発売されたアロハロ! ℃-ute写真集2014では「℃-ute2013夏秋BOOK『Queen of J-POP～たどり着いた女戦士～』」（アップフロントブックス発行・ワニブックス発売、2013年12月27日発売）も購入した者に抽選で「スペシャルプレゼント」が当たる企画も行われた。
現在、ハロー!プロジェクトのアーティストでCDの売り上げが最盛期に比較して落ちて来た中で、比較的好調な売り上げを示している写真集とDVD(VHS)といった映像商品を組み合わせる事で、これらの売り上げをより促進する事を意図していると見られる。また、発売時期や発売されたグループやメンバーなどから見て、その大部分はハロー!プロジェクトなどのファンクラブ会員限定で実施されているツアーでハワイに行った時にスケジュールの合間を縫って撮影したと見られているため、忙しいタレントのスケジュールを効率的に運用するという目的も持っていると思われる（写真集と映像商品についても撮影されているシーン自体にはシリーズ毎に差異はあるものの、写真集のみにあるものと映像商品のみにあるものと両方に共通のものとがある。）。なお、ツアーの模様自体はこのシリーズとは別にファンクラブ会員向けに販売される映像商品が製作されており、そちらに収録されている（テレビ番組「ハロー!モーニング。」などでもツアーの模様の一部が放送されていた）。また、映像商品に収録された内容の中には、商品として発売後時間が経過してから期間限定でYahoo!動画やYouTubeなどで無料配信されたものや、Dohhh UP!→アップフロントチャンネルで無料配信されているものもある。
写真集と映像商品は同時発売のものが多いが、中には1ヶ月近く発売時期の異なるものもある。写真集が早く発売される場合と映像商品は早く発売される場合があり、その前後関係は一定していない。

### 発売元
映像商品の発売元はすべてアップフロントワークスである。
写真集の発売元は、ほとんどの写真集自体には角川書店（→角川グループパブリッシング→KADOKAWA）と表記されているが、過去の公式情報の中には発行元がキッズネットになっているものがある。なお、2007年以降は表紙の側面部分の出版社名が角川書店からキッズネットに変更、またISBNコードと定価表示に加えて「発行：キッズネット、発売：角川グループパブリッシング」という表記がなされている。
このシリーズは現在でも継続して企画しているが、2008年6月から2011年9月までは、ワニブックス発行の写真集とアップフロントワークス発売のDVDが組になっている商品（後述）も発売していた。

### シリーズ一覧
- 松浦亜弥
  - アロハロ! 松浦亜弥写真集（2003年2月14日 角川書店）ISBN 4-04-853591-9
  - アロハロ! 松浦亜弥DVD/VHS（2003年2月26日 アップフロントワークス〈ゼティマ〉）
  - アロハロ!2 松浦亜弥写真集（2004年6月25日 角川書店）ISBN 4-04-894255-7
  - アロハロ!2 松浦亜弥DVD（2004年7月7日 アップフロントワークス〈ゼティマ〉）
- 藤本美貴
  - アロハロ! 藤本美貴写真集（2003年4月23日 角川書店）ISBN 4-04-853590-0
  - アロハロ! 藤本美貴DVD/VHS（同上 アップフロントワークス〈ハチャマ〉）
- モーニング娘。さくら組・モーニング娘。おとめ組
  - アロハロ! モーニング娘。さくら組&おとめ組写真集（2003年10月30日 角川書店）ISBN 4-04-894252-2
  - アロハロ! モーニング娘。さくら組&おとめ組DVD/VHS（2003年11月6日 アップフロントワークス〈ゼティマ〉）
- 高橋愛
  - アロハロ! 高橋愛写真集（2003年12月17日 角川書店）ISBN 4-04-894253-0
  - アロハロ! 高橋愛DVD（同上 アップフロントワークス〈ゼティマ〉）
- 後藤真希
  - アロハロ! 後藤真希写真集（2004年7月23日 角川書店）ISBN 4-04-894256-5
  - アロハロ! 後藤真希DVD（2004年8月4日 アップフロントワークス〈ピッコロタウン〉）

ハワイの他、沖縄県の石垣島でも撮影・収録された。
  - アロハロ!2 後藤真希DVD（2006年3月29日 同上） ※DVDのみの発売
- モーニング娘。
  - アロハロ! モーニング娘。写真集（2004年11月17日 角川書店）ISBN 4-04-894257-3
  - アロハロ! モーニング娘。DVD（同上 アップフロントワークス〈ゼティマ〉）
  - アロハロ!2 モーニング娘。DVD（2007年7月11日 同上） ※DVDのみの発売。当初は6月20日に発売する予定だった。
  - アロハロ!3 モーニング娘。DVD（2008年12月24日 同上） ※DVDのみの発売
  - アロハロ! モーニング娘。写真集2010（2010年6月9日 キッズネット）
  - アロハロ!4 モーニング娘。DVD（2010年6月16日 アップフロントワークス〈ゼティマ〉） ※11月24日にBlu-ray発売
  - アロハロ! モーニング娘。写真集2011（2011年9月28日 キッズネット）
  - アロハロ!5 モーニング娘。DVD（同上 アップフロントワークス〈ゼティマ〉） ※11月2日にBlu-ray発売
  - アロハロ! モーニング娘。写真集2012（2012年11月16日 キッズネット）
  - アロハロ! モーニング娘。9期メンバー写真集（2012年12月16日 同上）
  - アロハロ! モーニング娘。10期メンバー写真集（2013年1月16日 同上）
  - アロハロ!6 モーニング娘。DVD（2012年12月26日 アップフロントワークス〈ゼティマ〉） ※Blu-rayと同時発売
  - アロハロ! モーニング娘。6期DVD（2013年1月16日 同上）
  - アロハロ! モーニング娘。9・10期DVD（同上）
  - アロハロ! モーニング娘。'14写真集（2014年12月15日 アップフロントブックス）
  - アロハロ!7 モーニング娘。DVD（2015年1月7日 アップフロントワークス〈ゼティマ〉） ※Blu-rayと同時発売
- 安倍なつみ
  - アロハロ! 安倍なつみ写真集（2005年11月2日 角川書店）ISBN 4-04-894262-X
  - アロハロ! 安倍なつみDVD（同上 アップフロントワークス〈ハチャマ〉）
  - アロハロ!2 安倍なつみDVD（2007年3月28日 同上）※DVDのみの発売
- 紺野あさ美
  - アロハロ! 紺野あさ美写真集（2006年3月31日 角川書店）ISBN 4-04-894265-4
  - アロハロ! 紺野あさ美DVD（2006年4月12日 アップフロントワークス〈ゼティマ〉）
- 矢口真里・辻希美
  - アロハロ! 矢口真里・辻希美DVD（2006年11月22日 アップフロントワークス〈ゼティマ〉） ※DVDのみの発売
- 田中れいな
  - アロハロ! 田中れいな写真集（2007年2月1日 キッズネット）ISBN 978-4-04-894483-0
  - アロハロ! 田中れいなDVD（2007年2月14日 アップフロントワークス〈ゼティマ〉）
- 石川梨華
  - アロハロ! 石川梨華DVD（2007年3月7日 アップフロントワークス〈ピッコロタウン〉） ※DVDのみの発売
- 新垣里沙
  - アロハロ! 新垣里沙DVD（2007年6月13日 アップフロントワークス〈ゼティマ〉） ※DVDのみの発売
  - アロハロ!2 新垣里沙DVD（2009年1月21日 同上）※DVDのみの発売
  - アロハロ! 新垣里沙写真集 －MAHALO－（2010年7月14日 キッズネット）
  - アロハロ!3 新垣里沙DVD（同上 アップフロントワークス〈ゼティマ〉）
- Berryz工房
  - 5th Anniversary アロハロ! Berryz工房 in HAWAII －LIVE & DVD MAKING－（2009年6月10日 キッズネット）
  - アロハロ! Berryz工房DVD（同上 アップフロントワークス〈ピッコロタウン〉）
  - アロハロ! Berryz工房写真集 ～虹色ベリーズ～（2010年11月17日 キッズネット）
  - アロハロ!2 Berryz工房DVD（同上 アップフロントワークス〈ピッコロタウン〉） ※2011年2月16日にBlu-ray発売
  - アロハロ! Berryz工房写真集2013（2013年6月12日 キッズネット）
  - アロハロ!3 Berryz工房DVD（2013年7月24日 アップフロントワークス〈ピッコロタウン〉） ※Blu-rayと同時発売
- ℃-ute
  - アロハロ! ℃-ute写真集（2009年10月28日 キッズネット）
  - アロハロ! ℃-ute DVD（同上 アップフロントワークス〈ゼティマ〉）
  - アロハロ! ℃-ute写真集2012（2012年7月24日 キッズネット）
  - アロハロ!2 ℃-ute DVD（2012年7月11日 アップフロントワークス〈ゼティマ〉）
  - アロハロ! ℃-ute2014写真集（2014年1月25日 アップフロントブックス） - アップフロントブックス発行になってから初のアロハロ写真集。
  - アロハロ!3 ℃-ute DVD（2014年3月12日 アップフロントワークス〈ゼティマ〉） ※Blu-rayと同時発売
- 熊井友理奈
  - アロハロ! 熊井友理奈写真集 クマスポ!（2010年12月17日 キッズネット）

### 類似のシリーズ
ハロー!プロジェクトからは、「アロハロ!」以外にも写真集と映像商品についてハワイ以外の場所で撮影された類似の商品も発売されている。これらの場合、タイトルは「ラブハロ!」「ハロハロ!」とされており、「アロハロ!」という表現は使用されていない。なお、「ラブハロ!」と「ハロハロ!」がどの様な基準で使い分けられているのかは明らかにされていない。また、「ラブハロ!」「ハロハロ!」以外にも独自の名称を付けた写真集と映像商品が発売されている。

#### シリーズ一覧
- 矢口真里
  - ラブハロ! 矢口真里写真集（2003年7月2日 角川書店）ISBN 4-04-853657-5
  - ラブハロ! 矢口真里DVD（2003年7月16日 アップフロントワークス〈ゼティマ〉）

ベトナムで撮影・収録されたものである。
- モーニング娘。6期メンバー
  - ハロハロ! モーニング娘。6期メンバー写真集 道重さゆみ・亀井絵里・田中れいな（2003年7月16日 角川書店）ISBN 4-04-894251-4
  - ハロハロ! モーニング娘。6期メンバーDVD（同上 アップフロントワークス〈ゼティマ〉）

沖縄県の石垣島で撮影・収録されたものである。
  - ハロハロ! ～Memories～ モーニング娘。亀井絵里・道重さゆみ・田中れいな写真集（2010年11月12日、キッズネット） ※写真集のみの発売

亀井絵里の卒業記念企画として発売された。上記のハロハロ! モーニング娘6期メンバー写真集・DVDと同じく沖縄県の石垣島で撮影・収録されたものである。
- 飯田圭織・相田翔子
  - エーゲ海 相田翔子&飯田圭織写真集（2004年1月28日 角川書店）
  - エーゲ海 相田翔子&飯田圭織DVD（2004年2月4日 アップフロントワークス〈ゼティマ〉）

ギリシャで撮影・収録されたものである。
- 三好絵梨香・岡田唯
  - ハロハロ! 三好絵梨香&岡田唯写真集 from 美勇伝（2005年3月4日 角川書店）ISBN 4-04-894258-1 ※写真集のみの発売

サイパンで撮影・収録されたものである。
- 岡田唯
  - I DOLL 岡田唯ファーストソロ写真集（2006年2月21日 角川書店）
  - I DOLL 〜岡田唯ファーストソロDVD in 沖縄〜（2006年3月1日 アップフロントワークス〈ピッコロタウン〉）

沖縄県内で撮影・収録されたものである。
- 亀井絵里
  - ラブハロ!亀井絵里写真集 in プーケット（2007年2月28日 キッズネット）ISBN 978-4-04-894486-1
  - ラブハロ!亀井絵里DVD（2007年3月14日 アップフロントワークス〈ゼティマ〉）
- 高橋愛
  - ラブハロ!高橋愛写真集 in プーケット（2007年3月14日 キッズネット）ISBN 978-4-04-894485-4
  - ラブハロ!高橋愛DVD（2007年4月11日 アップフロントワークス〈ゼティマ〉）

亀井と高橋の上記4作品はタイのプーケットで撮影・収録されたものである。
- 道重さゆみ
  - 17 〜ラブハロ! 道重さゆみ写真集〜（2007年6月29日 キッズネット）
  - 17 〜ラブハロ! 道重さゆみDVD〜（2007年7月18日 アップフロントワークス〈ゼティマ〉）

グアムで撮影・収録されたものである。なお、類似外だが、発行・発売元がアロハロ!シリーズと同様の久住小春の写真集「POP」、鈴木愛理の写真集「CLEAR」、嗣永桃子の写真集「momo16 ももいろ」、須藤茉麻の写真集「maasa」、熊井友理奈の写真集「Flowerage」、中島早貴の写真集「NACKY」、田中れいなの写真集「きら☆きら」もグアム（「POP」は伊豆も）で撮影されたものである。
- 里田まい
  - マイタイ 〜里田まい3rd写真集〜（2007年12月26日 キッズネット）
  - マイタイ 〜ラブハロ!里田まいDVD〜（同上 アップフロントワークス〈ゼティマ〉）

タイで撮影・収録されたものである。なお、類似外だが、発行・発売元がアロハロ!シリーズと同様の石川梨華の写真集「風華」もタイで撮影・収録されたものである。
- ℃-ute
  - Cutest（2011年12月7日 キッズネット） - 2011年のハワイファンクラブツアーが中止されたため、その代替として企画された。

## 2008年6月以降の組商品について
2008年6月からは、ワニブックスが主にハロー!プロジェクトメンバー向けに発行される写真集と合わせて、メンバー毎に独自の作品名を記した映像商品も発売される様になった。こちらも写真集と映像商品の両方を購入すると抽選で「スペシャルプレゼント」が当たる企画が行われた。また、同社発行のハロー!プロジェクト関連の写真集もこの頃より約1ヶ月毎に1冊ずつ発売される様になって来ている。
写真集付属のDVD製作はアップフロントワークスに委託し、またDVDのスタッフクレジットに見られる製作協力にも「ワニブックス」の表記がなされている。また、アロハロ!シリーズと同様に写真集には応募券が付いているが、アロハロ!シリーズでは応募券だけではプレゼントに応募できない旨の注意書きが記載されているものの、こちらはDVDの応募はがきやステッカーと共に応募締切日が記載されている。
さらに2010年12月からは、東京ニュース通信社が発行するハロー!プロジェクトのライブ写真集にもライブDVDとの同時購入で生写真が当たるという企画も実施されている。
なお、2011年9月発売の「愛愛愛」「Love Love Love Ai Takahashi DVD」をもってこのプレゼント企画は終了しているが、それ以降も継続して組商品を発売している。

### シリーズ一覧
- 鈴木愛理
  - 6月の果実（2008年6月20日）
  - ℃-ute 鈴木愛理 in 沖縄 AIRI's CLASSIC（2008年6月25日 アップフロントワークス〈ゼティマ〉）
  - 蒼色（2009年6月26日）
  - Pure Blue Suzuki Airi DVD（2009年7月1日 アップフロントワークス〈ゼティマ〉）
  - 登校日（2010年8月20日）
  - 夏休み（2010年8月25日 アップフロントワークス〈ゼティマ〉）
  - OASIS（2011年6月23日）
  - 気分てんかん（2011年7月13日 アップフロントワークス〈ゼティマ〉） ※8月31日にBlu-ray発売
  - この風が好き（2012年6月25日）
  - ここが好き（2012年7月25日 アップフロントワークス〈ゼティマ〉）
  - 泳げない夏（2013年8月20日）
  - 私の∮Keyを知ってますか（2013年9月25日 アップフロントワークス〈ゼティマ〉）
  - 共鳴（2014年4月12日）
  - 新嘉坡（2014年6月25日 アップフロントワークス〈ゼティマ〉）

「夏カラダ」（2011年8月3日〈Blu-rayは9月7日〉発売）はスペシャルプレゼントがないが、「巡る春」のメイキングが収録されている。
- 安倍なつみ
  - End of Summer（2008年8月27日）
  - Nac"chu"ral。 Abe Natsumi DVD（2008年9月3日 アップフロントワークス〈ハチャマ〉）
  - 夏 美（2010年10月30日）
  - 夏海 Abe Natsumi DVD（2010年11月3日 アップフロントワークス〈ハチャマ〉）
- 道重さゆみ
  - LOVE LETTER（2008年9月26日）
  - LOVE STORY MICHISHIGE SAYUMI DVD（2008年10月1日 アップフロントワークス〈ゼティマ〉）
  - 20歳7月13日（2009年7月13日）
  - 20's time. michishige sayumi DVD（2009年7月22日 アップフロントワークス〈ゼティマ〉）
  - La（2010年4月26日）
  - さゆ（2010年4月28日 アップフロントワークス〈ゼティマ〉）
  - YOUR LOVE（2014年10月26日）
  - SAYUMI+（2014年11月19日 アップフロントワークス〈ゼティマ〉）
- 田中れいな
  - Very Reina（2008年10月24日）
  - Real Challenge!! TANAKA REINA DVD（2008年10月29日 アップフロントワークス〈ゼティマ〉）
- 嗣永桃子
  - 桃の実（2008年11月21日）
  - momo only。 TSUGUNAGA MOMOKO DVD（2008年12月3日 アップフロントワークス〈ピッコロタウン〉）
  - momochiiii（2009年8月21日）
  - momo ok。 TSUGUNAGA MOMOKO DVD（2009年9月9日 アップフロントワークス〈ピッコロタウン〉）
  - ももち図鑑（2010年10月20日）
  - ももちDVD図鑑 TSUGUNAGA MOMOKO DVD（2010年10月27日 アップフロントワークス〈ピッコロタウン〉）
  - はたち ももち（2012年3月6日）
  - ももち はたち（2012年4月25日 アップフロントワークス〈ピッコロタウン〉）
- 亀井絵里
  - 20 はたち（2008年12月23日）
  - 20 DREAMS KAMEI ERI DVD（2009年1月14日 アップフロントワークス〈ゼティマ〉）
  - sweet（2010年2月25日）
  - too sweet Eri（2010年3月3日 アップフロントワークス〈ゼティマ〉）
- 石川梨華
  - 華恋（2009年1月19日）
  - Rika Ishikawa MOST CRISIS! in Hawaii（2009年2月11日 アップフロントワークス〈ピッコロタウン〉）
  - 24 Twenty Four（2009年12月24日）
  - RIKA（2010年1月6日 アップフロントワークス〈ピッコロタウン〉）
- 真野恵里菜
  - マノグアム 真野恵里菜DVD（2009年4月1日 アップフロントワークス〈ハチャマ〉）

この作品より前に発売した写真集「真野恵里菜」（2009年2月10日発売）のDVD製作は、アップフロントワークスに委託していた。
  - 天国のドア（2010年1月20日）
  - マノガイド in 屋久島（2010年1月27日 アップフロントワークス〈ハチャマ〉）
  - MANO DAYS ～二十歳の初恋～（2011年6月10日）
  - From Days Erina Mano DVD（2011年6月22日 アップフロントワークス〈ハチャマ〉）
  - MANO DATE（2012年5月23日）
  - UP TO DATE（2012年6月6日 アップフロントワークス〈ハチャマ〉）
  - まのちゃん －Dear Friends－（2013年9月27日）
  - Behind of Photobook まのちゃん －Dear Friends－（2013年10月23日 アップフロントワークス〈ハチャマ〉）

この2作品は、ハロー!プロジェクト卒業後、初めてハワイで撮影・収録したものである。
- 矢島舞美
  - 17（2009年4月20日）
  - 17's YAJIMA MAIMI DVD（2009年4月29日 アップフロントワークス〈ゼティマ〉）
  - 矢島舞美写真館 2008－2010（2010年6月5日）
  - fixの絵（2010年6月23日 アップフロントワークス〈ゼティマ〉）
  - PURE EYES（2014年3月27日）
  - Blue Wind（2014年4月9日 アップフロントワークス〈ゼティマ〉）

この2作品は、「アロハロ! ℃-ute写真集2014」の撮影と「アロハロ!3 ℃-ute DVD」の収録との兼ね合いで撮影・収録したものである。
- 高橋愛
  - 私（2009年5月25日）
  - I. Ai Takahashi DVD（2009年6月17日 アップフロントワークス〈ゼティマ〉）
  - 形（2010年5月27日）
  - フィギュア Takahashi Ai DVD（2010年6月2日 アップフロントワークス〈ゼティマ〉） ※12月22日にBlu-ray発売
  - LOVE №10（2011年3月28日）
  - AI loves you I love AI AI TAKAHASHI DVD（2011年4月20日 アップフロントワークス〈ゼティマ〉） ※5月18日にBlu-ray発売
  - 愛愛愛（2011年9月14日）
  - Love Love Love Ai Takahashi DVD（2011年9月21日 アップフロントワークス〈ゼティマ〉） ※10月19日にBlu-ray発売
- 久住小春
  - Suger Doll（2009年9月27日）
  - Jump!! KUSUMI KOHARU DVD（2009年9月30日 アップフロントワークス〈ゼティマ〉）
- 萩原舞
  - 萩原舞（2009年10月10日）
  - 萩原舞 in 八丈島（2009年10月21日 アップフロントワークス〈ゼティマ〉）
- 菅谷梨沙子
  - 梨想（2009年11月27日）
  - 菅谷梨沙子 in 北海道（2009年12月2日 アップフロントワークス〈ピッコロタウン〉 ）
- 前田憂佳
  - 前田憂佳 15歳（2010年7月23日）
  - 前田憂佳 純白（2010年8月4日 アップフロントワークス〈ハチャマ〉）
- 和田彩花
  - 和田彩花 16（2011年2月25日）
  - 彩花（2011年3月2日 アップフロントワークス〈ハチャマ〉）　
  - 彩 -aya-（2012年2月15日）
  - Aya（2012年3月7日 アップフロントワークス〈ハチャマ〉）
- 鞘師里保
  - さやしりほ（2011年8月27日）
  - さやしりほ ～greeting～（2011年8月31日 アップフロントワークス〈ゼティマ〉）
  - アンドゥトゥア（2012年8月27日）
  - ひゃっっほ～い♪（2012年9月26日 アップフロントワークス〈ゼティマ〉）
  - 太陽（2013年11月25日）
  - Riho's Fashion Archive（2014年3月12日 アップフロントワークス〈ゼティマ〉）
- 新垣里沙
  - ASSENTION（2012年4月27日）
  - as it is（2012年5月16日 アップフロントワークス〈ゼティマ〉）
- 工藤遥
  - Do（2012年10月27日）
  - HARUKA HARUKA KUDO DVD（2012年11月7日 アップフロントワークス〈ゼティマ〉）
  - あした天気になーれ!（2014年9月27日）
  - Simple（2014年10月22日 アップフロントワークス〈ゼティマ〉）
- 福田花音
  - かにょん17（2012年12月15日 アップフロントブックス）
  - Dress up Kanon（2013年1月23日 アップフロントワークス〈ハチャマ〉）
- 中島早貴
  - なかさん（2013年2月20日 アップフロントブックス）
  - Saki Style（2013年2月27日 アップフロントワークス〈ゼティマ〉）
- 譜久村聖
  - MIZUKI（2013年5月15日 アップフロントブックス）
  - MIZUKI in Guam（2013年5月22日 アップフロントワークス〈ゼティマ〉）
  - うたかた（2014年6月25日 アップフロントブックス）
  - Pancake（2014年8月6日 アップフロントワークス〈ゼティマ〉）
- 石田亜佑美
  - 石田亜佑美（2013年7月15日）
  - AYUMI in GUAM（2013年8月14日 アップフロントワークス〈ゼティマ〉）
  - shine more（2014年5月10日）
  - 颯夏 ～souka～（2014年7月2日 アップフロントワークス〈ゼティマ〉）
- 宮本佳林
  - 佳林（2014年6月12日）
  - KArin（2014年7月16日 アップフロントワークス〈ハチャマ〉）